# Paparazzi (film, 2004)
A Paparazzi 2004-es amerikai akció-thriller Paul Abascal rendezésében. A filmben Mel Gibson közreműködött producerként. A főszerepben Cole Hauser, Robin Tunney, Dennis Farina, Daniel Baldwin és Tom Sizemore látható. 
A film 2004. szeptember 3-án jelent meg az Egyesült Államokban.

## Cselekmény
Egy feltörekvő hollywoodi színész elhatározza, hogy személyes bosszút áll egy négytagú, kitartó fotósokból álló csoporton, hogy megfizettesse velük, amiért majdnem személyes tragédiát okoztak a feleségével és a fiával.

## Szereplők
| Szerep                 | Színész             | Szinkronhang     |
| ---------------------- | ------------------- | ---------------- |
| Bo Laramie             | Cole Hauser         | Czvetkó Sándor   |
| Abby Laramie           | Robin Tunney        | Ruttkay Laura    |
| Burton felügyelő       | Dennis Farina       | Vass Gábor       |
| Wendell Stokes         | Daniel Baldwin      | Sörös Sándor     |
| Leonard Clark          | Tom Hollander       | Zámbori Soma     |
| Kevin Rosner           | Kevin Gage          | Maday Gábor      |
| Zach Laramie           | Blake Michael Bryan | Czető Ádám       |
| Rex Harper             | Tom Sizemore        | Berzsenyi Zoltán |
| Emily                  | Andrea Baker        |                  |
| Dr. Kelley             | Jordan Baker        |                  |
| Marcy                  | Fay Masterson       | Pap Katalin      |
| Páciens Dr. Kelley-nél | Mel Gibson          |                  |

Mel Gibson, aki a film egyik producere volt, dühkezelési páciensként jelenik meg. Ezen kívül Chris Rock pizzafutárként, Vince Vaughn Bo Laramie társaként, Matthew McConaughey pedig önmagaként jelenik meg egy filmbemutatón.
A film negyven percénél Burton nyomozó (Dennis Farina) elmondja Bónak, hogy az egyik papparazzi, Wendell Stokes korábban beperelte "Alec Baldwint" vagy az egyik "Baldwint". Daniel Baldwin játssza a filmben a paparazzi Stokes-t.

## Bevétel
A film bevételi szempontból megbukott; körülbelül 20 millió dollárt költöttek rá, és csak 16 millió dollárt hozott világszerte.
- Egyesült Államok - belföldi bruttó: 15 714 234 dollár
- Nemzetközi - bruttó: 891 529 dollár
- Világszerte - bruttó összesen: 16 605 763 dollár